# Louis-Michel Lepeletier de Saint-Fargeau
Pour les articles homonymes, voir Saint-Fargeau.
Louis-Michel Lepeletier, marquis de Saint-Fargeau, né le 29 mai 1760 à Paris, et mort assassiné le 20 janvier 1793 (veille de l'exécution de Louis XVI), est un homme politique et juriste français.

## Un héritier d'une dynastie de la noblesse de robe

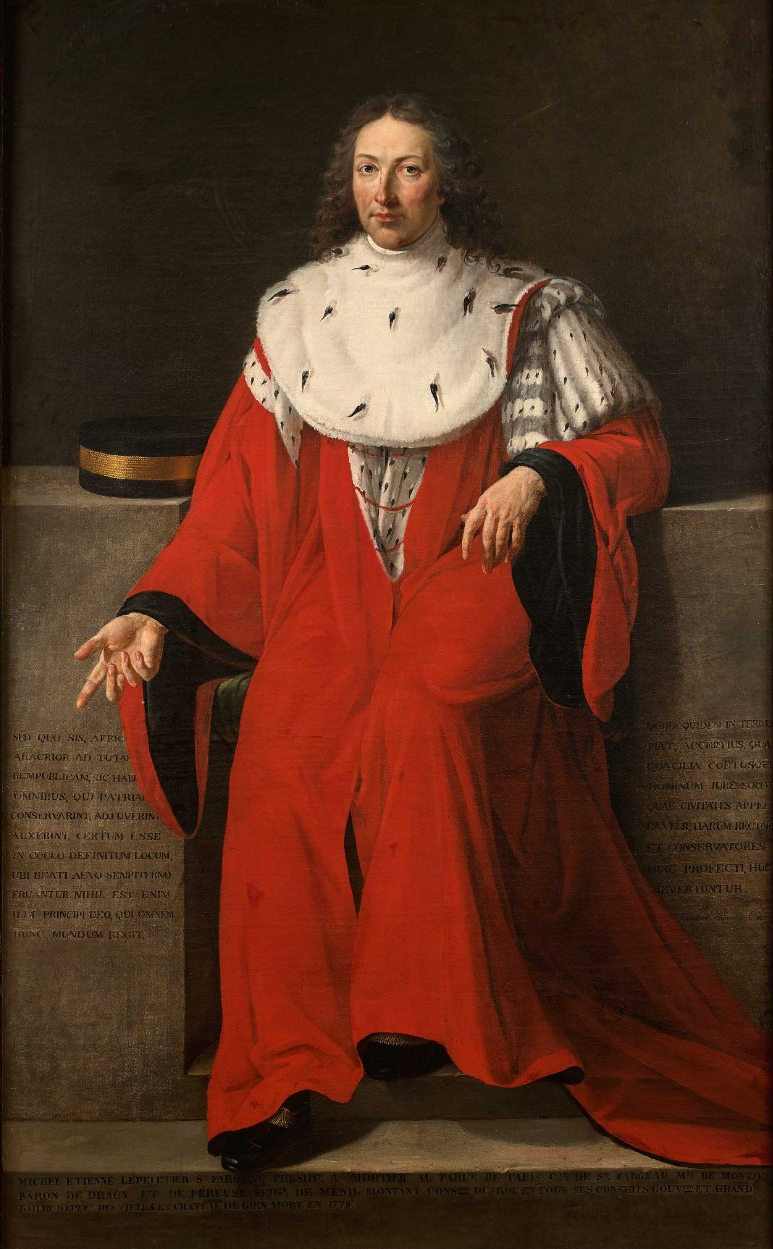
Marie-Guillemine Benoist, Portait rétrospectif de Michel-Étienne Le Peletier de Saint-Fargeau, 1807.

Louis-Michel Lepeletier de Saint-Fargeau est issu d’une célèbre dynastie de magistrats au Parlement de Paris : il est l'arrière-petit-fils de Michel-Robert Le Peletier des Forts, comte de Saint-Fargeau (1675-1740) (les différentes branches des Le Peletier sont évoquées dans l'article Claude, l'oncle de Michel-Robert). La famille était propriétaire du château de Ménilmontant ou « château de Saint-Fargeau » entouré d'un vaste parc situé dans l'actuel 20e arrondissement de Paris. 
Il est le fils de Michel-Étienne Le Peletier de Saint-Fargeau (1736-1778), avocat général au Parlement de Paris en 1757 puis président à mortier en 1764, et de sa première épouse, Suzanne-Louise Le Peletier de Beaupré (morte le 20 février 1762 à l’âge de 25 ans ; fille de Charles-Etienne).
Il est le demi-frère de l’homme politique Félix Lepeletier (1767-1837) et de  l’entomologiste Amédée Louis Michel Lepeletier (1770-1845).
Il épouse en mai 1780 Adélaïde Marie Louise Joly de Fleury (1762-1783), fille d'Omer Joly de Fleury, avocat général au Parlement de Paris en 1746 puis président à mortier en 1768, et de sa seconde épouse, Marie-Françoise Lemaistre, décédée en 1762 à 28 ans et sœur d'Armand Guillaume Marie Joly de Fleury, dernier procureur général du parlement de Paris.
- Leur fille Suzanne-Louise Lepeletier de St-Fargeau (1782-1829) épouse Léon Le Peletier de Montmélian de Mortefontaine (1771-1814), fils de Louis, d'où deux filles (voir l'article St-Fargeau).

Il compte parmi ses descendants l’académicien Jean d'Ormesson et Charles de Courson.

## Un jeune magistrat au parlement de Paris
Louis-Michel Lepeletier de Saint-Fargeau est avocat du roi au Châtelet en 1777. En 1784, il devient avocat général au parlement de Paris puis en 1785 président à mortier (charge qui lui est réservée depuis 1779).
D'après les Mémoires de Nicolas François Bellart (reçu avocat au parlement en 1785), le président de Saint-Fargeau « était l'homme le plus rempli de morgue qui existât alors».
À partir de 1788, il préside la chambre des vacations, et c’est devant lui qu'est plaidé le fameux procès Kornmann, du nom du banquier strasbourgeois défendu par le célèbre avocat lyonnais Nicolas Bergasse, ancien partisan de Mesmer, frondeur pré-révolutionnaire et l’un des futurs chefs de file du courant dit des « monarchiens » au début de la Révolution. Ce dernier, dans une péroraison brûlante d’éloquence, s’engage à poursuivre à outrance le crime et ses iniquités ; puis, s’adressant au président de Saint-Fargeau, il prononce cet éloge : « Et vous, qui présidez ce tribunal ; vous, l’ami des mœurs et des lois ; vous, dans lequel nous admirons tous, à côté des talents qui font les grands magistrats, les vertus simples et douces qui caractérisent l’homme de bien et l’homme sensible… recevez mes serments… »
Louis-Michel Lepeletier est franc-maçon, membre de la loge Phoenix, du Grand Orient de France[réf. nécessaire].
Il posséda l'hôtel Le Peletier de Saint-Fargeau (Paris).

## Le député de la noblesse de Paris aux états généraux
Le 16 mai 1789, il est élu député de la noblesse de Paris aux États généraux de 1789. D'abord hésitant sur le parti à suivre, il renie en juillet ses origines nobles et devient l’un des avocats les plus ardents de la cause du peuple.
Le 19 juin 1790, jour de la suppression des titres de noblesse, il fait voter qu’aucun citoyen ne pourra porter d’autre nom que celui de sa famille réduit à sa plus simple portion. Dès le lendemain, Louis Michel Lepeletier, marquis de Saint-Fargeau, ne signe plus désormais que par Michel Lepeletier. Le 21 juin 1790, il devient président de l’Assemblée nationale constituante. 
Rapporteur du comité de jurisprudence criminelle, le 30 mai 1791, il présente un projet de code pénal dans lequel il propose d'abolir la peine de mort et de la remplacer par l'emprisonnement. Le 6 octobre 1791, l'Assemblée nationale législative adopte la loi pénale, qui interdit bien la torture mais qui ne retient pas la proposition d'abolition, l'article 3 étant libellé comme suit pour ne plus admettre qu'un seul mode d'exécution : « Tout condamné [à mort] aura la tête tranchée ».
Il affirme que ce Code pénal ne met hors-la-loi que les « vrais crimes », et non pas les « délits factices, créés par la superstition, la féodalité, la fiscalité et le despotisme ». L'absence de la mention de la sodomie, considérée jusque-là comme un crime, ou tout autre terme désignant les rapports homosexuels, fonde ainsi la dépénalisation de l'homosexualité en France.

« Le Code pénal de 1791, en effet, rompt avec l’Ancien Régime et les « crimes imaginaires » dénoncés par le rapporteur, Louis-Michel Lepeletier de Saint-Fargeau. Il est donc expurgé des crimes jugés par les défuntes officialités tels le sacrilège, le blasphème, la sodomie, la bestialité, le suicide et l’inceste. »

— Anne-Marie Sohn, Compte-rendu de Fabienne Giuliani, Les liaisons interdites. Histoire de l’inceste au XIXe siècle
Il est élu en 1791 membre et président de l'administration départementale de l'Yonne, où il succède à Alexandre-Marie d'Avigneau, puis, le 6 septembre 1792, député de ce département, le 2e sur 9 avec 440 voix sur 542 votants, à la Convention, qui le choisit comme secrétaire.

## Le député de l'Yonne à laConvention
Il se joint aux Montagnards. Le 30 octobre, il prononce un discours sur la liberté de la presse. Il fait rayer le blasphème de la liste des crimes et délits. En décembre, le comité d'instruction publique ayant présenté un plan d'éducation nationale reproduisant celui de Condorcet, Lepeletier rédige un mémoire qui résume ses propres idées sur l'éducation de l'enfance. Pour lui, tout enfant doit appartenir à l'État et non pas à ses parents, le but étant de faire une école égalitaire qui ne crée pas d'élite (au contraire de celle de Condorcet) et de gommer toute inégalité due à la famille : les enfants de familles riches et de familles pauvres reçoivent la même éducation et tous les élèves sortent de l'école avec le même niveau. Dans un premier temps, c'est son système éducatif qui est retenu mais l'État adopte finalement le système de Condorcet qui est celui que l'on a aujourd'hui en France.

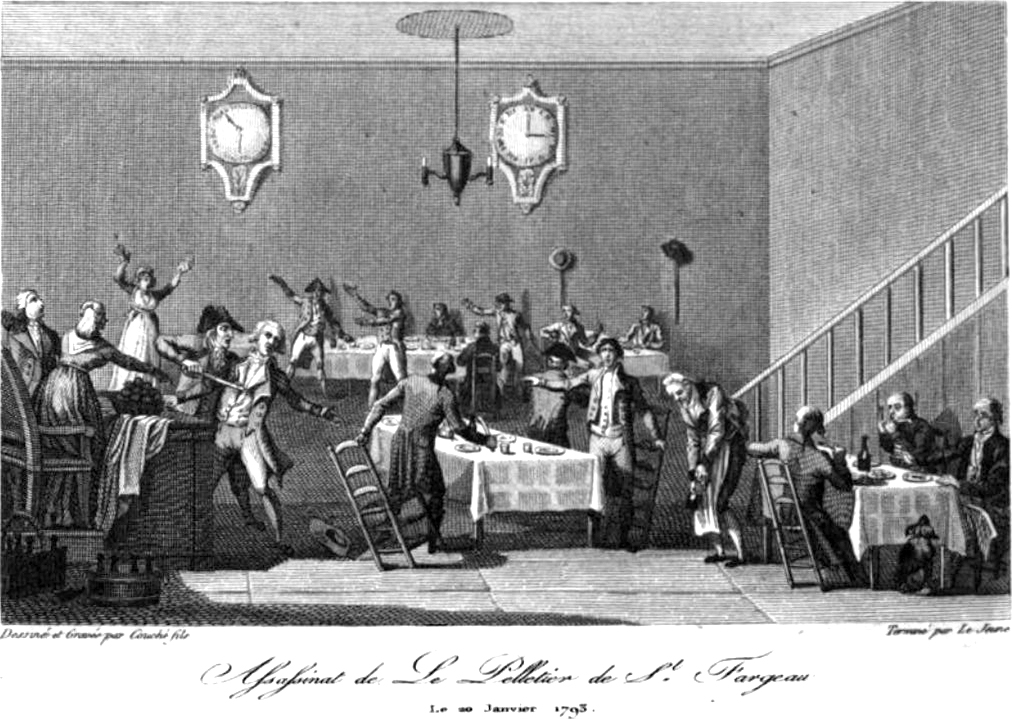
L’assassinat de Lepeletier de Saint-Fargeau.

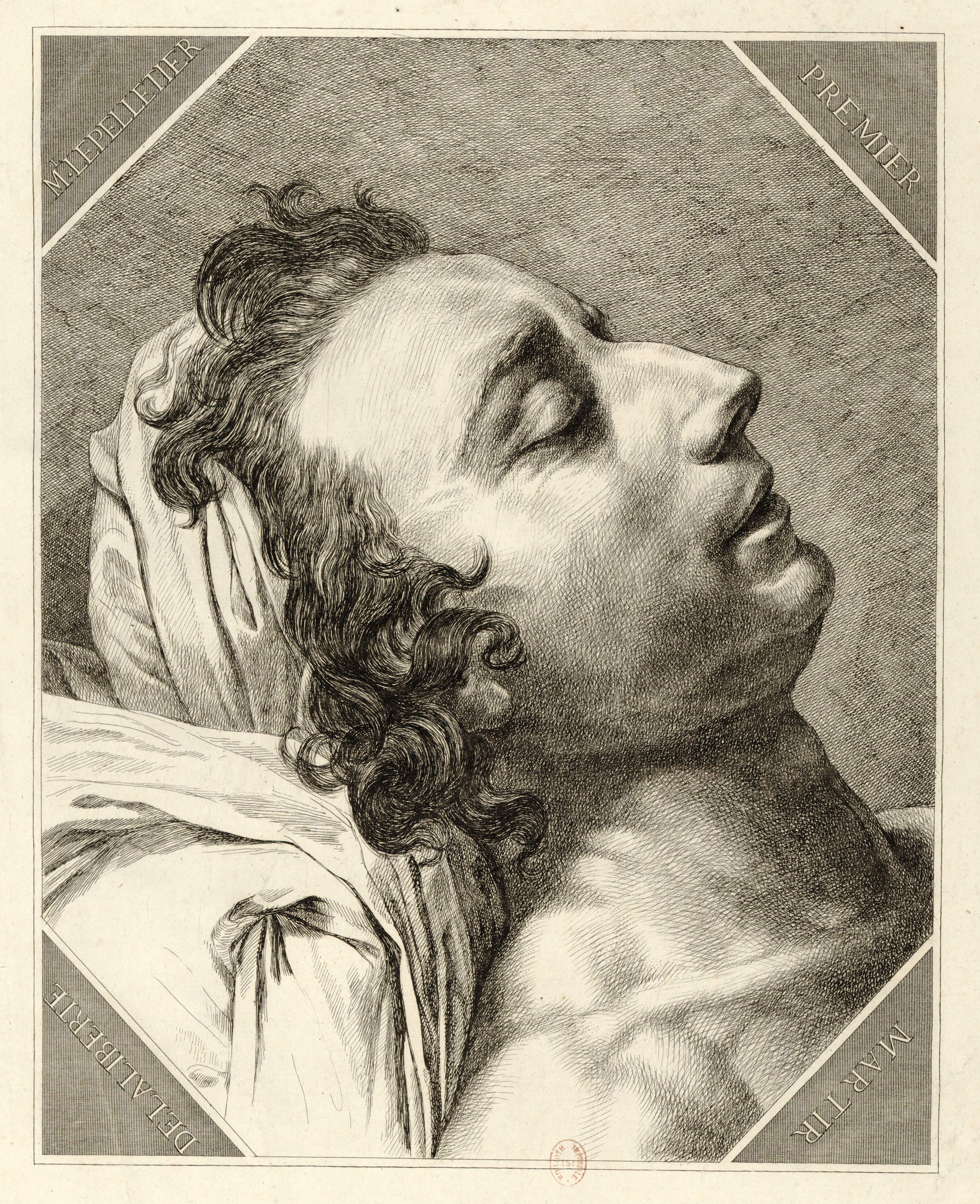
D’après Jacques-Louis David - Tête de Lepeletier sur son lit de mort - gravé par Dominique Vivant Denon.

Après avoir été un opposant de la peine de mort, il se ravise et, non sans avoir hésité, il vote la mort de Louis XVI le 20 janvier 1793. Le soir même de son vote, il se rend chez Février, restaurateur au Palais-Royal. Un ancien garde du roi, Philippe Nicolas Marie de Pâris, qui cache un sabre sous sa houppelande, se présente devant lui et lui dit, selon les témoignages : « C'est toi, scélérat de Lepeletier, qui as voté la mort du roi ? », ce à quoi il aurait répondu : « J'ai voté selon ma conscience ; et que t'importe ? » Pâris lui enfonce alors son épée dans le côté en lançant : « Tiens, voilà pour ta récompense », avant de s'enfuir. Blessé à mort, Lepeletier n'aurait pu dire que : « J'ai froid ! » Transporté au domicile de son frère, 8 place Vendôme, il y expire le 20 janvier 1793 vers onze heures du soir, soit quelques heures avant l'exécution de Louis XVI le lendemain,. La récupération politique de sa mort va servir de répétition générale à ce que la mort de Marat mettra en branle quelques mois plus tard : le culte des « héros révolutionnaires tombés pour l’exemple ». Louis-Michel Lepeletier de Saint-Fargeau est le dernier possesseur des fiefs d'Aincourt et de Pont-Remy également ; sa fille, première pupille de la Nation, vint habiter le château qu'elle mit en vente en 1817. 
Le tableau de David Tête de Le Peletier de Saint-Fargeau sur son lit de mort qui porte aux angles les mots « Premier martyr de la liberté », a été gravé par Dominique Vivant Denon.

## Hommages posthumes

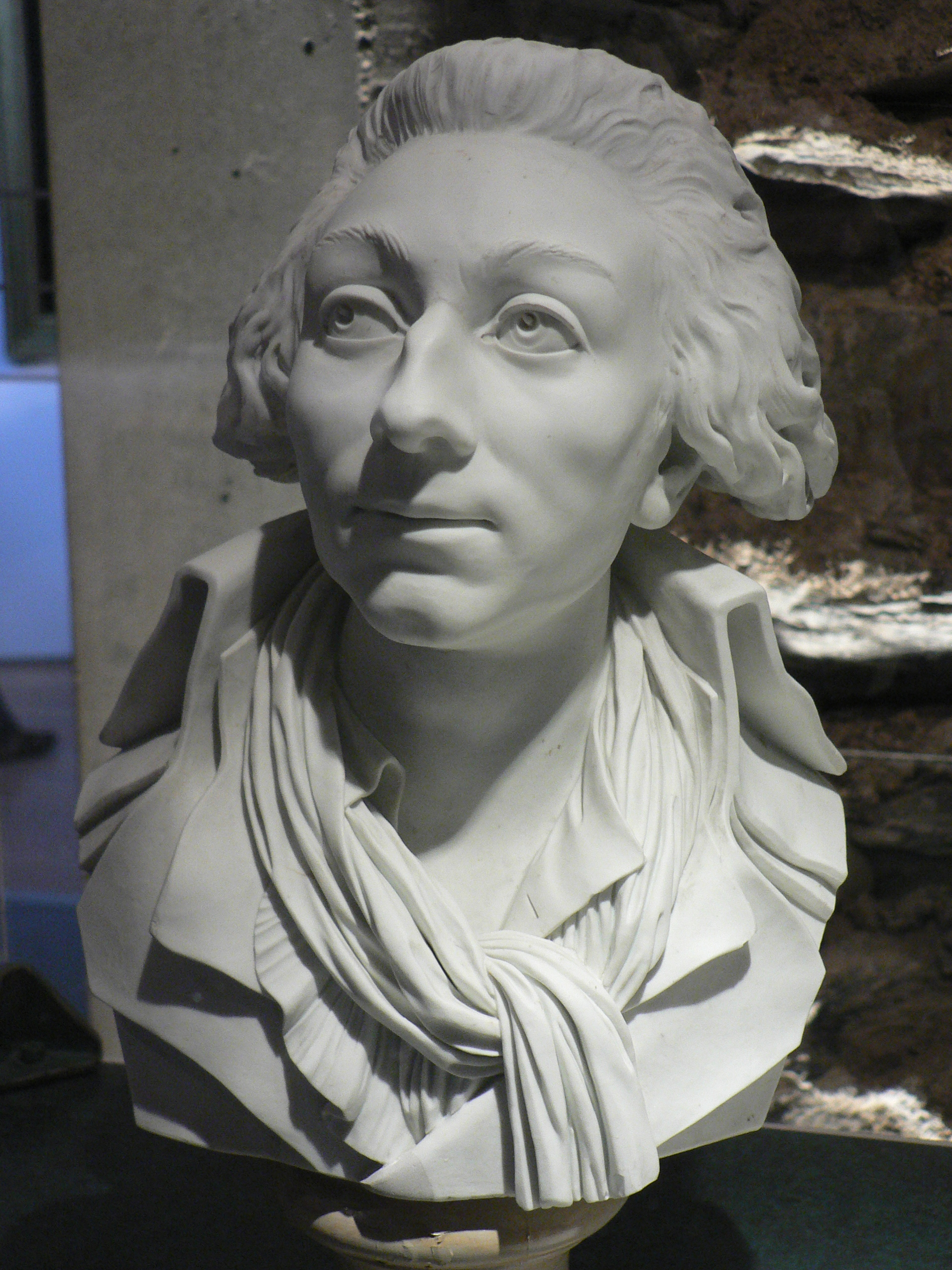
Louis-Michel Lepeletier (musée de la Révolution française, Vizille).

Considéré comme le « premier martyr de la Révolution », son corps fut exposé dans une mise en scène grandiose place Vendôme, avant qu'on procède à ses obsèques, le 24 janvier 1793. Il fut inhumé au Panthéon de Paris. Sa fille, Louise-Suzanne Lepeletier, née le 1er mars 1782, fut la première fille adoptive de la nation. Elle épousa en 1798 Jean-François de Witt, avant de divorcer et de se remarier avec son cousin Léon Le Peletier de Mortefontaine, ardent royaliste.
Le décret de la Convention fut rapporté le 8 février 1795, et la famille récupéra son corps le 14. Ses restes furent retrouvés en 1878 et transférés dans la chapelle du château de Saint-Fargeau,
Le plan d’éducation élaboré par Michel Lepeletier, présenté par Robespierre le 13 juillet 1793 (le jour même où Marat fut assassiné) fut voté le 13 août 1793 par les députés de la Convention, mais ne fut pas exécuté. Nombre de ses idées se retrouveront bien plus tard, au XIXe siècle, dans la pensée de Jules Ferry. Son plan pour l’instruction primaire prévoyait notamment l’éducation à partir de 5 ans, aux frais de la République, des garçons jusqu’à 12 ans et des filles jusqu’à 11. Dans son discours posthume, prononcé par Robespierre à la Convention le 13 juillet 1793, il défend un monopole d’État sur l’instruction du premier degré, financé par tous, et la progressivité de l’impôt. Estimant que la collectivité tout entière retirerait profit de l’instruction de la population, il estime fondé en justice d’exiger des « contributions » inégales : « Le pauvre met très peu, le riche met beaucoup ; mais lorsque le dépôt est formé, il se partage ensuite également entre tous ; chacun en retire même avantage, l’éducation de ses enfants. »
Sa mort fut peinte par Jacques-Louis David sous le titre Les Derniers moments de Michel Lepeletier ou Lepelletier de Saint-Fargeau sur son lit de mort. Exposé dans la salle de la Convention nationale – où devait le rejoindre plus tard son pendant : La Mort de Marat – le tableau fut récupéré par David en 1795, et tenu caché. Après la mort du peintre, en 1826, il fut racheté aux héritiers de ce dernier par la fille de Lepeletier, Louise Suzanne de Mortefontaine. Depuis, le tableau a cessé d’être visible. Il serait caché dans le château de Saint-Fargeau, ou fut peut-être détruit (en 2006, sa « repeinture » fut entreprise par le peintre Luc Scaccianoce). Cette « absence » a longtemps occulté qu’il s’est agi du premier tableau achevé (ce que le Serment du jeu de paume, commencé plus tôt, ne fut jamais) de la Révolution, une œuvre capitale d’un point de vue iconographique, d’une grande modernité en ce qu’elle fut conçue pour un public à l’échelon national. Que Lepeletier ait été assassiné un 20 janvier, jour coïncidant avec la fête religieuse de saint Sébastien (date qui figurait sur le tableau de David), a récemment favorisé son interprétation, entre autres, comme saint Sébastien révolutionnaire. En ce, il se serait agi de laïciser une imagerie chrétienne séculaire, notamment en s’inspirant de modèles romains, ce qui ne pouvait que correspondre favorablement à l’effort politique tour à tour subtil et catégorique de renouer avec l’idéal républicain de la Rome antique, aspect que le parcours personnel de Lepeletier, homme de dialogue et de jurisprudence, a incarné dès 1789. Paradoxalement, ce tableau « perdu » de David, désavoué par une bonne partie de la famille du modèle, a fait plus pour la renommée posthume de ce dernier, que son œuvre révolutionnaire, laquelle, à ce jour, attend toujours la reconnaissance critique que peut donner une biographie exhaustive.
Son nom fut donné pendant quelques années (de 1793 à 1806) à une rue de Paris, la rue Michel-Lepeletier, qui, en dehors de cette période, s'est toujours appelée rue Michel-le-Comte. Sous la Révolution, les îles de Lérins prirent le nom d'îles Marat et Lepeletier.
La station de métro parisienne Saint-Fargeau rend hommage à ce personnage, dans le quartier Saint-Fargeau dont le nom tire son origine du parc Saint-Fargeau, reste du château de Lepeletier de Saint-Fargeau ou château de Ménilmontant. Saint-Fargeau est le seul nom utilisé deux fois dans la dénomination des stations de métro et de RER puisqu’une gare de RER s’appelle également Saint-Fargeau, celle-ci étant située sur la commune de Saint-Fargeau-Ponthierry en Seine-et-Marne. La station de métro Le Peletier, en revanche, et malgré le quasi-homonyme, porte en réalité le nom de Louis Le Peletier de Mortefontaine, le père de son gendre.

## Œuvres
Les œuvres de Louis-Michel Lepeletier de Saint-Fargeau sont publiées en 1826 par son frère Félix :
- Œuvres de Michel Lepeletier Saint-Fargeau : député aux assemblées constituante et conventionnelle, assassiné le 20 janvier 1793, par Paris, garde du roi ; précédées de sa vie, par Félix Lepeletier, son frère ; suivies de documents historiques relatifs à sa personne, à sa mort et à l'époque, Bruxelles, Arnold-Lacrosse, imprimeur-libraire, 1826, 503 p. (lire en ligne)